# 徐用光
徐用光（1521年—1555年），字成孚，号益庵，浙江金華府蘭谿縣人，民籍，明朝政治人物。

## 生平
嘉靖二十八年（1549年）己酉科浙江鄉試第十九名舉人，二十九年中式庚戌科會試第二百二十四名，因父亲去世未廷試，嘉靖三十二年（1553年）癸丑科二甲第一百零一名進士。礼部观政，任工部都水司主事，历官员外郎，督临清砖厂兼治河，終官屯田司郎中，卒於任上，年仅35岁。有《徐工部诗集》。

## 家族
曾祖徐芝；祖父徐講；父徐袍，貢士。母胡氏。兄用圭、弟用檢、用乾，俱生员；用修、用襄、用成、用齊、用登。
有子徐學聚。